# Dolichoderus mucronifer
Dolichoderus mucronifer é uma espécie de formiga do gênero Dolichoderus.